# Mick Jackson
Mick Jackson   (Grays, 4 d'octubre de 1943) és un director de cinema i productor de televisió anglès més conegut per la pel·lícula de televisió guanyadora del premi BAFTA de 1984 Trama. També és conegut per dirigir projectes com la comèdia L.A. Story (1991), el drama romàntic El guardaespatlles (1992), la pel·lícula de HBO  Temple Grandin (2010) i el drama Negació (2016).

## Primers anys i educació
Jackson va néixer el 4 d'octubre de 1943 a l'assentament d'Aveley a Essex, Anglaterra. Va assistir a la Palmer's School abans de graduar-se amb una llicenciatura en arts en electrònica a la Universitat de Southampton i un postgrau en teatre a la Universitat de Bristol.

## Carrera
Entre 1973 i 1987, va dirigir moltes produccions de documentals i drames per a BBC TV i Channel 4, inclosa la pel·lícula de televisió de la Guerra Freda de 1984 Trama. També va dirigir llargmetratges cinematogràfics com L.A. Story (1991), Volcano (1997) i el thriller protagonitzat per Kevin Costner i Whitney Houston El guardaespatlles (1992).

## Reconeixements
Jackson va guanyar un Emmy a la Direcció destacada per a una minisèrie, pel·lícula o un especial dramàtic per la pel·lícula de televisió biogràfica Temple Grandin.
També va guanyar la categoria de Television Single Drama per Trama als Premis BAFTA].

## Filmografia

### Pel·lícula
- Chattahoochee (1989)
- L.A. Story (1991)
- El guardaespatlles (1992)
- Amnèsia perillosa (1994)
- Volcsno (1997)
- The First $20 Million Is Always the Hardest (2002)
- Negació (2016)

### Televisió
Documentarls

- The Ascent of Man (1973)
- Connections (1978)
- The Real Thing (1980)

Dramas

- Trama (1984)[7]
- Yuri Nosenko: Double Agent (1986)
- Life Story (1987)
- A Very British Coup (1988)
- Indictment: The McMartin Trial (1995)
- Tuesdays with Morrie (1999)
- En directe des de Bagdad (2002)
- Covert One: The Hades Factor (2006)
- Temple Grandin (2010)[8]